# 77. BAFTA-gála
A 77. BAFTA-gálát 2024. február 18-án tartotta meg a Brit Film- és Televíziós Akadémia a londoni Royal Festival Hallban, amelynek keretében kiosztották az akadémia filmdíjait az Egyesült Királyságban 2023-ban bemutatott és az akadémia tagjai által legjobbnak ítélt filmek és alkotóik részére.
A rendezvény házigazdájának David Tennant skót színészt kérték fel.
Emma Baehr, a BAFTA díjakért és tartalomért felelős ügyvezető igazgatója 2023 nyarán befejtette, hogy a 77. díjátadó jelentősen eltér majd a korábbiaktól, mivel a díjak odaítélhetőségével kapcsolatban számos új, szigorúbb szabályt vezetnek be. Ez a BAFTA azon kötelezettségvállalásának köszönhető, hogy mindenki számára egyenlő és tisztességes versenyfeltételeket teremt, és „konstruktív változást hoz az iparági kultúrában”. Ilyenek lesznek a kampányolással, a megfélemlítéssel és zaklatással, a nemek közötti egyenlőséggel (50-50 %-os arány a hosszúlistás szakaszban) kapcsolatos szabályok, az online platform használatának általánossá tétele, a költséges DVD-szállítás megszüntetése stb.
Az egyes kategóriák hosszú, tízes listáját 2024. január 5-én tették közzé. Az egyes kategóriák jelöléseit 2024. január 18-án, egy hónappal a gála előtt jelentette be élő internetes közvetítésben két egykori EE Rising Star jelölt, Naomi Ackie és Kingsley Ben-Adir.
Az EE Rising Star, az egyetlen olyan kategória jelöltjeinek névsorát, amelynek nyerteséről a brit közönség szavazata döntött, s amelynek első helyezettjét ugyancsak február 18-án hirdették ki, 2024. január 10-én mutatták be.
A gálán tarolt az Oppenheimer, díjat nyert Christopher Nolan rendezőnek és Cillian Murphy színésznek, valamint megkapta a legjobb film díját. Összességében a film hét arany BAFTA-maszkot vihetett haza, a második helyen a Szegény párák végzett, öt győzelemmel.

## A BAFTA filmdíjai

### Díjazottak és jelöltek
A nyertesek a táblázat első sorában, félkövérrel vannak jelölve.
| Legjobb film | Legjobb rendező |
| --- | --- |
| - Oppenheimer – Christopher Nolan, Charles Roven, Emma Thomas - Egy zuhanás anatómiája – Marie-Ange Luciani, David Thion - Megfojtott virágok – Dan Friedkin, Daniel Lupi, Martin Scorsese, Bradley Thomas - Szegény párák – Ed Guiney, Jórgosz Lánthimosz, Andrew Lowe, Emma Stone - Téli szünet – Mark Johnson | - Christopher Nolan – Oppenheimer - Bradley Cooper – Maestro - Jonathan Glazer – Érdekvédelmi terület - Andrew Haigh – Mind idegenek vagyunk - Alexander Payne – Téli szünet - Justine Triet – Egy zuhanás anatómiája |
| Legjobb férfi főszereplő | Legjobb női főszereplő |
| - Cillian Murphy – Oppenheimer, mint Robert Oppenheimer - Bradley Cooper – Maestro, mint Leonard Bernstein - Colman Domingo – Rustin, mint Bayard Rustin - Paul Giamatti – Téli szünet, mint Paul Hunham - Barry Keoghan – Saltburn, mint Oliver Quick - Teo Yoo – Előző életek, mint Hae Sung | - Emma Stone – Szegény párák, mint Bella Baxter - Fantasia Barrino – Bíborszín, mint Celie Harris-Johnson - Sandra Hüller – Egy zuhanás anatómiája, mint Sandra Voyter - Carey Mulligan – Maestro, mint Felicia Montealegre - Vivian Oparah – Rye Lane, mint Yas - Margot Robbie – Barbie, mint Barbie |
| Legjobb férfi mellékszereplő | Legjobb női mellékszereplő |
| - Robert Downey Jr. – Oppenheimer, mint Lewis Strauss - Robert De Niro – Megfojtott virágok, mint William King Hale - Jacob Elordi – Saltburn, mint Felix Catton - Ryan Gosling – Barbie, mint Ken - Paul Mescal – Mind idegenek vagyunk, mint Harry - Dominic Sessa – Téli szünet, mint Angus Tully | - Da’Vine Joy Randolph – Téli szünet, mint Mary Lamb - Emily Blunt – Oppenheimer, mint Kitty Oppenheimer - Danielle Brooks – Bíborszín, mint Sofia - Claire Foy – Mind idegenek vagyunk, mint Mum - Sandra Hüller – Érdekvédelmi terület, mint Hedwig Höss - Rosamund Pike – Saltburn, mint Lady Elspeth Catton                                                                                                |
| Legjobb eredeti forgatókönyv | Legjobb adaptált forgatókönyv |
| - Egy zuhanás anatómiája – Justine Triet és Arthur Harari - Barbie – Greta Gerwig és Noah Baumbach - Előző életek – Celine Song - Maestro – Bradley Cooper és Josh Singer - Téli szünet – David Hemingson | - Amerikai irodalom – Cord Jefferson - Mind idegenek vagyunk – Andrew Haigh - Érdekvédelmi terület – Jonathan Glazer - Oppenheimer – Christopher Nolan - Szegény párák – Tony McNamara |
| Legjobb operatőr | Legjobb debütálás (brit forgatókönyvíró, filmrendező vagy producer) |
| - Oppenheimer – Hoyte van Hoytema - Érdekvédelmi terület – Łukasz Żal - Maestro – Matthew Libatique - Megfojtott virágok – Rodrigo Prieto - Szegény párák – Robbie Ryan | - Earth Mama – Savanah Leaf (forgatókönyvíró, rendező, producer), Shirley O'Connor és Medb Riordan (producerek) - Blue Bag Life – Lisa Selby (rendező), Rebecca Lloyd-Evans (rendező, producer) és Alex Fry (producer) - Bobi Wine: A nép elnöke – Christopher Sharp (rendező) - Hogyan szexeljünk – Molly Manning Walker (forgatókönyvíró, rendező) - Is There Anybody Out There? – Ella Glendining (rendező) |
| Kiemelkedő brit film | Legjobb dokumentumfilm |
| - Érdekvédelmi terület – Jonathan Glazer, James Wilson és Ewa Puszczyńska - Mind idegenek vagyunk – Andrew Haigh, Graham Broadbent, Pete Czernin és Sarah Harvey - A vadóc – Charlotte Regan és Theo Barrowclough - Hogyan szexeljünk – Molly Manning Walker, Emily Leo, Ivana MacKinnon és Konstantinos Kontovrakis - Napóleon – Ridley Scott, Mark Huffam, Kevin J. Walsh és David Scarpa - Rye Lane – Raine Allen-Miller, Yvonne Isimeme Ibazebo, Damian Jones, Nathan Bryon és Tom Melia - Saltburn – Emerald Fennell, Josey McNamara és Margot Robbie - Szegény párák – Jórgosz Lánthimosz, Ed Guiney, Andrew Lowe, Emma Stone és Tony McNamara - The Old Oak – A mi kocsmánk – Ken Loach, Rebecca O'Brien és Paul Laverty - Wonka – Paul King, Alexandra Derbyshire, David Heyman és Simon Farnaby | - 20 nap Mariupolban – Mstyslav Chernov és Raney Aronson-Rath - American Symphony – Matthew Heineman, Lauren Domino és Joedan Okun - Beyond Utopia – Madeleine Gavin, Rachel Cohen és Jana Edelbaum - Still: A Michael J. Fox Movie – Davis Guggenheim, Jonathan King és Annetta Marion - Wham! – Chris Smith                                                                                                  |
| Legjobb filmzene | Legjobb hang |
| - Oppenheimer – Ludwig Göransson - Megfojtott virágok – Robbie Robertson (posztumusz) - Pókember: A pókverzumon át – Daniel Pemberton - Szegény párák – Jerskin Fendrix - Saltburn – Anthony Willis | - Érdekvédelmi terület – Johnnie Burn és Tarn Willers - Ferrari – Angelo Bonanni, Tony Lamberti, Andy Nelson, Lee Orloff és Bernard Weiser - Maestro – Richard King, Steve Morrow, Tom Ozanich, Jason Ruder és Dean Zupancic - Mission: Impossible – Leszámolás – Chris Burdon, James H. Mather, Chris Munro és Mark Taylor - Oppenheimer – Willie Burton, Richard King, Kevin O'Connell és Gary A. Rizzo      |
| Legjobb díszlet | Legjobb vizuális effektek |
| - Szegény párák – Shona Heath, James Price és Zsuzsa Mihalek - Barbie – Sarah Greenwood és Katie Spencer - Érdekvédelmi terület – Chris Oddy, Joanna Maria Kuś és Katarzyna Sikora - Megfojtott virágok – Jack Fisk és Adam Willis - Oppenheimer – Ruth De Jong és Claire Kaufman | - Szegény párák – Simon Hughes - A galaxis őrzői: 3. rész – Theo Bialek, Stephane Ceretti, Alexis Wajsbrot Guy Williams - Az Alkotó – Jonathan Bullock, Charmaine Chan, Ian Comley és Jay Cooper - Mission: Impossible – Leszámolás – Neil Corbould, Simone Coco, Jeff Sutherland és Alex Wuttke - Napóleon – Henry Badgett, Neil Corbould, Charley Henley és Luc-Ewen Martin-Fenouillet                       |
| Legjobb jelmeztervezés | Legjobb smink |
| - Szegény párák – Holly Waddington - Barbie – Jacqueline Durran - Megfojtott virágok – Jacqueline West - Napóleon – David Crossman és Janty Yates - Oppenheimer – Ellen Mirojnick | - Szegény párák – Nadia Stacey, Mark Coulier és Josh Weston - Maestro – Siân Grigg, Kay Georgiou, Kazu Hiro és Lori McCoy-Bell - Megfojtott virágok – Kay Georgiou és Thomas Nellen - Napóleon – Jana Carboni, Francesco Pegoretti, Satinder Chumber és Julia Vernon - Oppenheimer – Luisa Abel, Jaime Leigh McIntosh, Jason Hamer és Ahou Mofid                                                               |
| Legjobb vágás | Legjobb nem angol nyelvű film |
| - Oppenheimer – Jennifer Lame - Egy zuhanás anatómiája – Laurent Sénéchal - Érdekvédelmi terület – Paul Watts - Megfojtott virágok – Thelma Schoonmaker - Szegény párák – Jórgosz Mavropszaridisz | - Érdekvédelmi terület – Jonathan Glazer - 20 nap Mariupolban – Mstyslav Chernov és Raney Aronson-Rath - A hó társadalma – Juan Antonio Bayona és Belén Atienza - Egy zuhanás anatómiája – Justine Triet, Marie-Ange Luciani és David Thion - Előző életek – Celine Song, David Hinojosa, Pamela Koffler és Christine Vachon                                                                                   |
| Legjobb animációs film | Legjobb brit animációs rövidfilm |
| - A fiú és a szürke gém – Mijazaki Hajao és Szuzuki Tosio - Csibefutam: A csirkefalatok hajnala – Sam Fell, Leyla Hobart és Steve Pegram - Elemi – Peter Sohn és Denise Ream - Pókember: A pókverzumon át – Joaquim Dos Santos, Kemp Powers, Justin K. Thompson, Avi Arad, Phil Lord, Christopher Miller, Amy Pascal és Christina Steinberg | - Crab Day – Ross Stringer, Bartosz Stanislawek és Aleksandra Sykulak - Visible Mending – Samantha Moore és Tilley Bancroft - Wild Summon – Karni Arieli, Saul Freed és Jay Woolley |
| Legjobb brit rövidfilm | Legjobb szereposztás |
| - Jellyfish and Lobster – Yasmin Afifi és Elizabeth Rufai - Festival of Slaps – Abdou Cissé, Cheri Darbon és George Telfer - Gorka – Joe Weiland és Alex Jefferson - Such a Lovely Day – Simon Woods, Polly Stokes, Emma Norton és Kate Phibbs - Yellow – Elham Ehsas, Dina Mousawi, Azeem Bhati és Yiannis Manolopoulos | - Téli szünet – Susan Shopmaker - Mind idegenek vagyunk – Kahleen Crawford - Egy zuhanás anatómiája – Cynthia Arra - Hogyan szexeljünk – Isabella Odoffin - Megfojtott virágok – Ellen Lewis és Rene Haynes |
| EE Rising Star Award (a közönség szavazata alapján) | |
| - Mia McKenna-Bruce - Phoebe Dynevor - Ayo Edebiri - Jacob Elordi - Sophie Wilde | |

### BAFTA Akadémiai tagság
- Samantha Morton színésznő[8]

### Kiemelkedő brit hozzájárulás a mozifilmekhez
- June Givanni filmkurátor[9]

## Többszörös jelölések és elismerések
| Jelölés | Díj | Magyar cím                       | Eredeti cím                                   |
| ------- | --- | -------------------------------- | --------------------------------------------- |
| 13      | 7   | Oppenheimer                      | Oppenheimer                                   |
| 11      | 5   | Szegény párák                    | Poor Things                                   |
| 9       | 3   | Érdekvédelmi terület             | The Zone of Interest                          |
| 9       | 0   | Megfojtott virágok               | Killers of the Flower Moon                    |
| 7       | 1   | Egy zuhanás anatómiája           | Anatomie d'une chute                          |
| 7       | 0   | Maestro                          | Maestro                                       |
| 7       | 2   | Téli szünet                      | The Holdovers                                 |
| 6       | 0   | Mind idegenek vagyunk            | All of Us Strangers                           |
| 5       | 0   | Barbie                           | Barbie                                        |
| 5       | 0   | Saltburn                         | Saltburn                                      |
| 4       | 0   | Napóleon                         | Napoleon                                      |
| 3       | 0   | Előző életek                     | Past Lives                                    |
| 3       | 0   | Hogyan szexeljünk                | How to Have Sex                               |
| 2       | 1   | 20 nap Mariupolban               | 20 Days in Mariupol                           |
| 2       | 0   | Bíborszín                        | The Color Purple                              |
| 2       | 0   | Mission: Impossible – Leszámolás | Mission: Impossible – Dead Reckoning Part One |
| 2       | 0   | Pókember: A pókverzumon át       | Spider-Man: Across the Spider-Verse           |
| 2       | 0   | Rye Lane                         | Rye Lane                                      |